# Cathédrale Saint-Tryphon de Kotor
La cathédrale Saint-Tryphon est une cathédrale romane du XIIe siècle située à Kotor, au Monténégro.
La Région historico-culturelle et naturelle de Kotor est inscrite au patrimoine mondial de l'UNESCO.

## Histoire
La cathédrale Saint-Tryphon est une des deux cathédrales catholiques du Monténégro. Elle est le siège de l'évêché de Kotor. Elle doit son nom à saint Tryphon, un martyr et saint catholique et orthodoxe. Cette cathédrale romane a été consacrée le 19 juin 1166 et restaurée en 1667. L'édifice a subi d'importants dommages lors du tremblement de terre du 15 avril 1979. Elle demeure actuellement le plus bel exemple d'architecture romane de toute la côte Adriatique. Des fresques du XIVe siècle ornent ses murs. 
Symbole de la ville de Kotor, saint Tryphon est présent sur les armes de la ville.

## Architecture

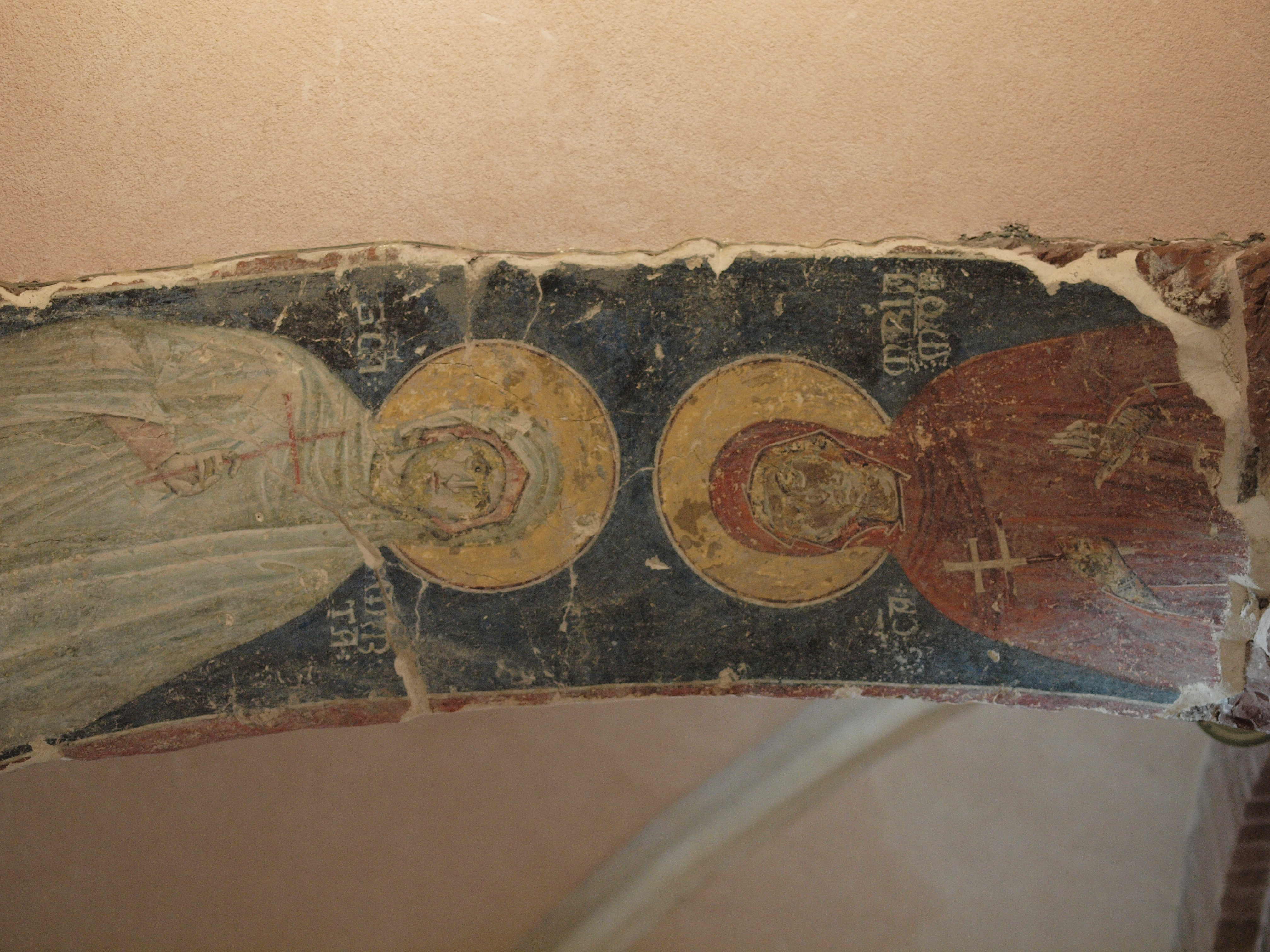
Fresque Byzantin dans la Cathédrale de Kotor

La cathédrale de Kotor est une cathédrale catholique qui fut consacrée le 19 juin 1166. Comparé aux autres bâtiments de la ville, c'est le plus grand et celui qui  est le plus décoré. L'édifice fut sévèrement endommagé en 1667 par un tremblement de terre, et il n'y eut pas assez de ressources financières pour une reconstruction complète. Un autre tremblement de terre majeur eut lieu le 15 avril 1979, qui dévasta toute la côte du Montenegro et endommagea fortement la cathédrale. Cependant, celle-ci put être sauvée et une restauration minutieuse de son intérieur a été menée pendant de longues années. Aujourd'hui, ce grandiose exemple d'architecture romane, l'un des plus anciens monuments situés le long de la mer Adriatique, a retrouvé sa splendeur d'antan.